# 구미시 (1988년 선거구)
구미시는 대한민국의 옛 국회의원 선거구이다. 당시 경상북도 구미시 지역을 관할했다.

## 역사
제13대 국회의원 선거를 앞두고 구미시·군위군·선산군·칠곡군 선거구에서 분리되면서 신설되었다.
1995년 1월, 구미시와 선산군이 통합되면서 통합 구미시가 출범했다. 이에 제15대 국회의원 선거를 앞두고 구미시 갑 선거구와 구미시 을 선거구로 관할 구역이 나누어 편입됨에 따라 폐지되었다. 

## 역대 국회의원
| 선거   | 정당 | 정당       | 의원   |
| ------ | ---- | ---------- | ------ |
| 1988년 |      | 민주정의당 | 박재홍 |
| 1992년 |      | 민주자유당 | 박세직 |

## 역대 선거 결과

### 대한민국 제13대 국회의원 선거
|  | 45.28% |

|  | 42.00% |

|  | 12.70% |

### 대한민국 제14대 국회의원 선거
|  | 72.89% |

|  | 27.10% |